# カナダ福音バプテスト教会フェローシップ
カナダ福音バプテスト教会フェローシップ（The Fellowship of Evangelical Baptist Churches in Canada、略:FEBCC）は、キリスト教根本主義と自由主義神学の論争の結果、1928年に形成されたバプテスト教会の流れにある。
フェローシップは1953年に、オンタリオとケベックバプテスト教会（1927年設立）と独立バプテスト教会フェローシップ（1933年設立）の合併で形成された。FEBCCは後に2つのグループ、1963年のアルバータ・レギュラー・バプテスト・ミッショナリー・フェローシップ、1965年のブリティッシュ・コロンビア・レギュラー・バプテスト教会（設立1927年）の加盟によって大きくなった。
カナダ福音バプテスト教会フェローシップは、アフリカ、中央アジア、ヨーロッパ、日本、ラテンアメリカ、中東、パキスタン、南アフリカに宣教師を派遣している。フェローシップは2000年の時点で6万5千人以上の会員と496教会を有し、カナダ最大の福音主義者のグループの一つであると言われる。フェローシップの中に70のフランス語教会がある。FEBCCの雑誌は1年に5回発行である。本部はカナダのオンタリオ州。
1952年、日本に宣教師を派遣し、1975年に福音バプテスト連合が形成された。